# Horsaklätten
Horsaklätten var en av SCB namnsatt bebyggelse i Stora Lundby socken i Lerums kommun i Västergötland. Den klassades som småort år 2000.